# 宾宁根 (莱茵兰-普法尔茨州)
宾宁根（德語：Binningen）是德国莱茵兰-普法尔茨州的一个市镇。总面积6.66平方公里，总人口685人，其中男性358人，女性327人（2011年12月31日），人口密度103人/平方公里。